# Ритцель
Ритцель (нем. Rietzel) — деревня в Германии, в земле Саксония-Анхальт, входит в район Йерихов в составе городского округа Мёккерн.
Население составляет 149 человек (на 31 декабря 2008 года). Занимает площадь 11,56 км².

## История
Первое упоминание о поселении относится к 1335 году.
В 1773 году Ритцель стал частью маркграфства Бранденбург.
1 января 2010 года, после проведённых реформ, 50 коммун, в том числе и Ритцель — были объединены в городской округ Мёккерн, а управление Мёккерн-Лобург-Флеминг было упразднено.

## Галерея

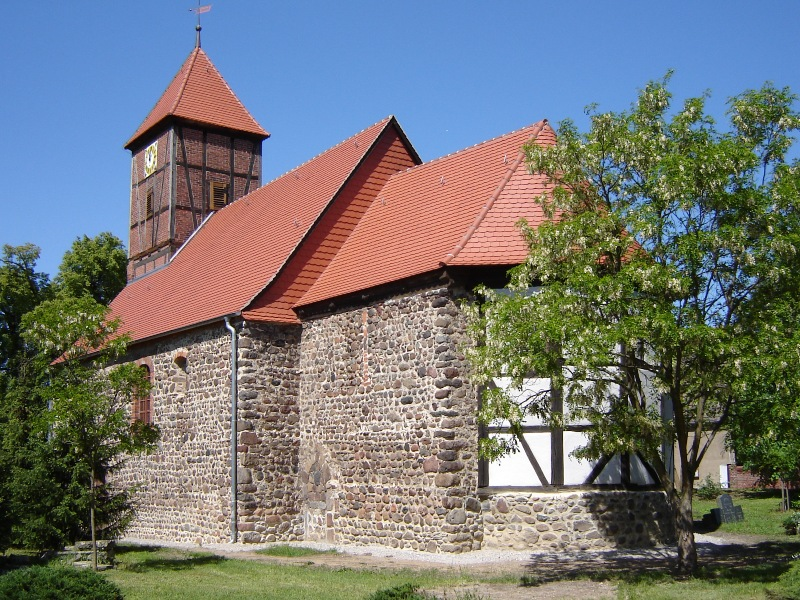
Церковь в Ритцеле
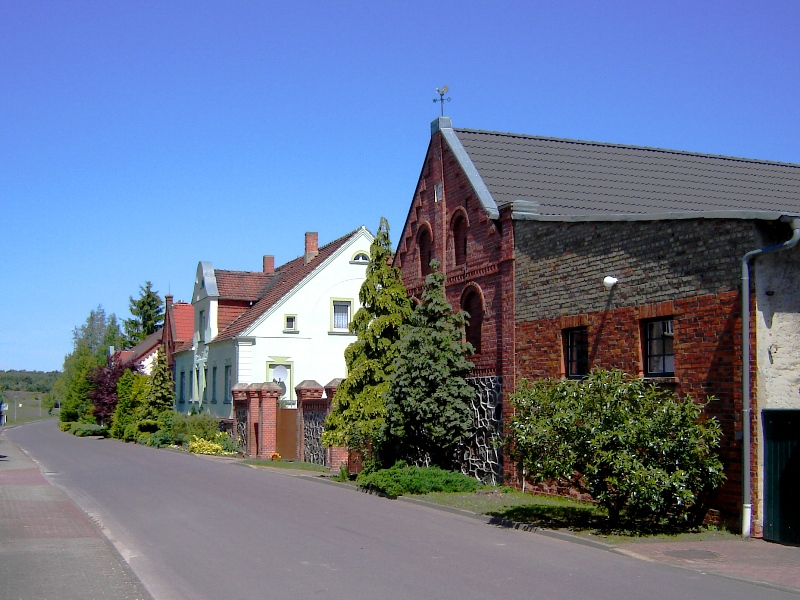
Жилые дома на Дорфштрассе, Ритцель